# Budureasa
Budureasa è un comune della Romania di 2 669 abitanti, ubicato nel distretto di Bihor, nella regione storica della Transilvania.
Il comune è formato dall'unione di 5 villaggi: Burda, Budureasa, Saca, Săliște de Beiuș, Teleac.